# BC Potsdam
Der Badminton-Club Potsdam e.V. (BC Potsdam oder BCP) ist ein brandenburgischer Badminton-Verein. Seit der Gründung im Jahre 1957 konnten 19 DDR-Meistertitel erkämpft werden. Heute ist der BC Potsdam der einzige Verein in Potsdam, der aktiv am Ligabetrieb des Badminton-Verbands Berlin-Brandenburg teilnimmt.

## Geschichte

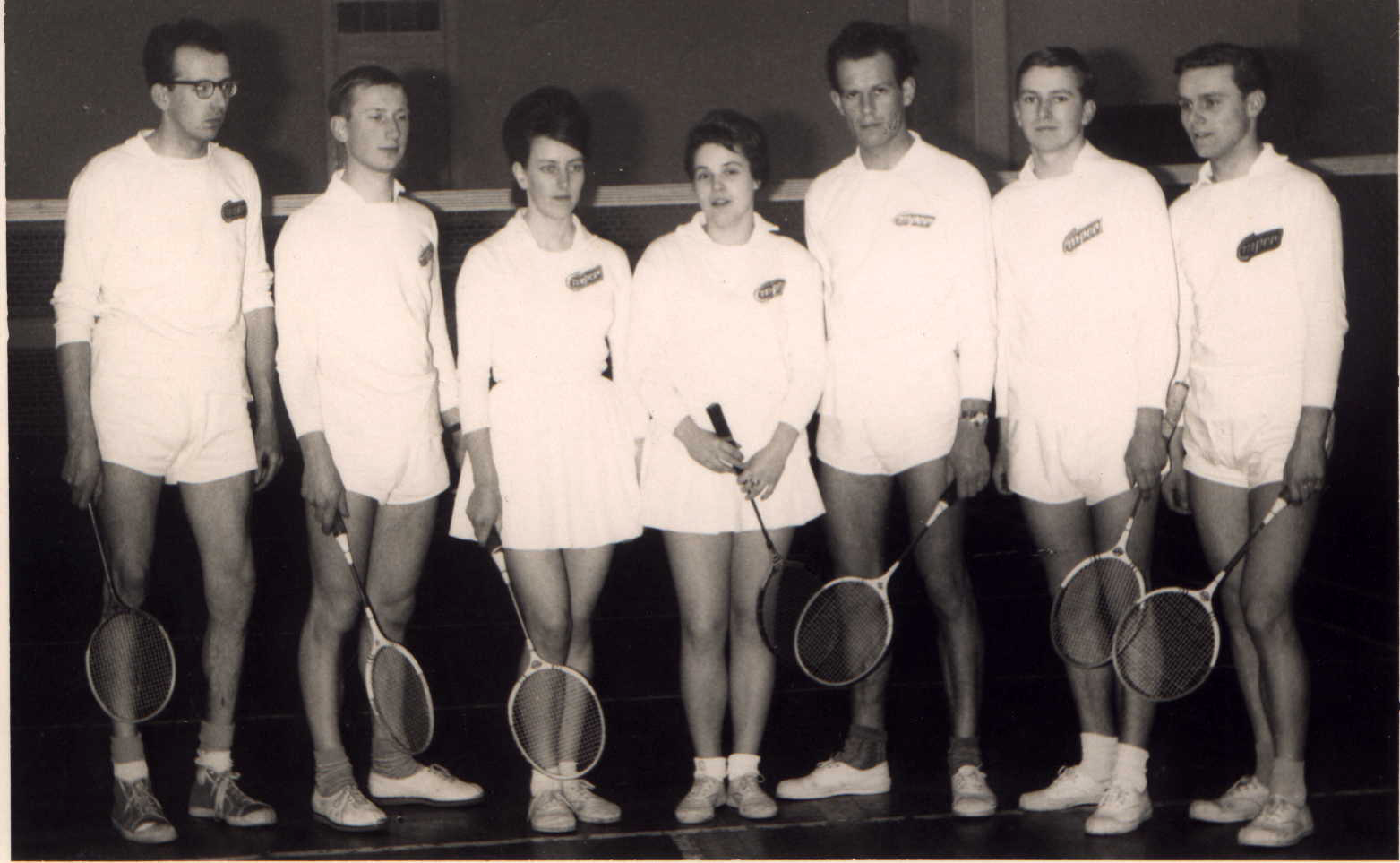
Empor Potsdam 1965

Der Verein wurde im Jahre 1957 als Sektion Federball bei der BSG Empor Potsdam (Handelsbetriebe) von Dieter Ballwanz und 7 weiteren Sportlern gegründet, die damals am aktiven Spielbetrieb im Bezirk Potsdam des BFA (Bezirksfachausschuss) Federball teilnahmen. Bis zum Jahre 1966 wuchs die Zahl der Mitglieder auf 24 an und im selben Jahr erfolgte die Gründung einer Schüler- und Jugendmannschaft unter dem neuen Vorsitzenden Ernst Hoppe. Im Zuge dessen wuchs die Zahl der Mitglieder auf 50 Mitglieder. Die Aktiven errangen zu dieser Zeit im Einzel, Doppel und Mixed Bezirksmeistertitel, bei den Senioren konnten 19 DDR-Meistertitel geholt werden. 1968 erfolgte aus finanziellen Gründen ein Wechsel der Sektion zur SG Dynamo Potsdam (Volkspolizei). 1969 wurde die DDR-Meisterschaft in Potsdam ausgetragen und 1970 erfolgte der Aufstieg in die DDR-Liga. 1972 wechselte der Verein abermals aus finanziellen Gründen zu Turbine Potsdam (Energiekombinat und Wasserbetriebe). 1976 nahm Anne Deppner als Vertreterin des Vereins an einem internationalen Wettkampf in Glubczyce (Polen) teil. Nach dem Aufstieg in die Oberliga B 1978, beim Aufstiegsturnier in Leipzig gesichert, folgte 6 Jahre später der Abstieg in die DDR-Liga. 

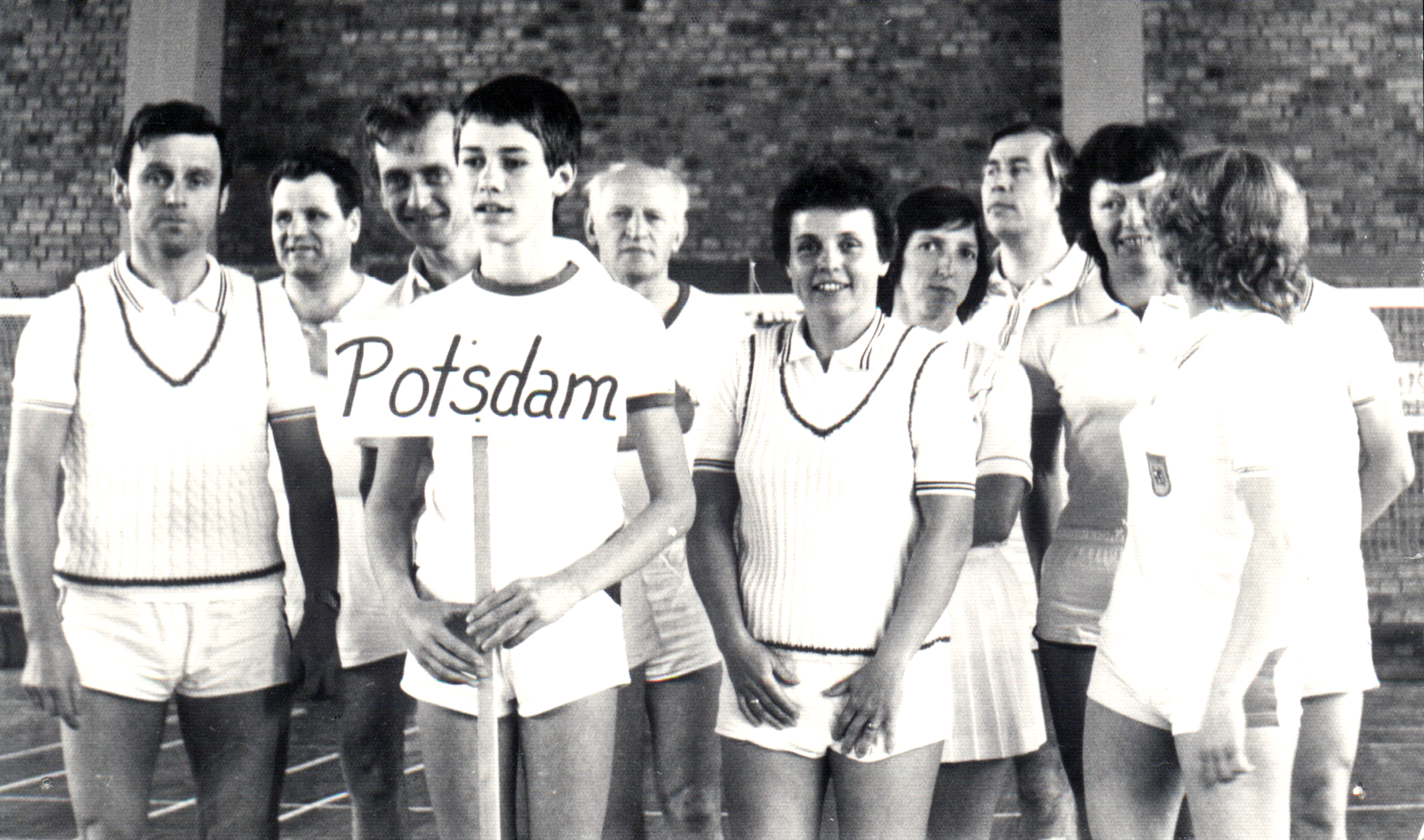
Turbine Potsdam 1984

 Zuvor gab es 1981 noch die Teilnahme an der Endrunde im FDGB-Pokal in Gera. 1989 hatte der Verein bereits 95 Mitglieder. Nach der politischen Wende wurde am 6. Dezember 1996 der eigenständige Verein Badminton-Club Potsdam gegründet. Die Mitgliederzahl erhöhte sich bis 2008 auf 160. Die Nachwuchsabteilung besteht aus 45 Mitgliedern.

## Turniere
Der BC Potsdam richtet mit dem Neujahrsturnier (Januar), dem Ballwanz-Gedenkturnier (April) und dem Oldieturnier (September) jährlich drei  deutschlandoffene Turniere aus.

### Neujahrsturnier
Das Neujahrsturnier wird seit 1984 ausgespielt und ist mit etwa 170 Teilnehmern das größte der drei Turniere. Gespielt wird in allen Doppeldisziplinen, welche in drei Leistungsgruppen unterteilt sind.

#### Sieger 2009
| Jahr | Disziplin    | Klasse | Name                       | Verein                              |
| ---- | ------------ | ------ | -------------------------- | ----------------------------------- |
| 2009 | Herrendoppel | A      | Buller/Klemz               | BC Potsdam                          |
| 2009 | Herrendoppel | B      | Huxol/Wolff                | BC Potsdam                          |
| 2009 | Herrendoppel | C      | Steirat/Kühn               | SV Glienicke / Eintracht Wasser     |
| 2009 | Damendoppel  | A      | Mika/Holtschke             | SV Berliner Brauereien / EBT Berlin |
| 2009 | Damendoppel  | B      | Schmidt/Eckstein-Ackermann | Welzow / SV Berliner Bären          |
| 2009 | Damendoppel  | C      | Göpfert/Ihlefeld           | WSG Drewitz                         |
| 2009 | Mixed        | A      | Buller/Pusch               | BC Potsdam                          |
| 2009 | Mixed        | B      | Huxol/Knapp                | BC Potsdam                          |
| 2009 | Mixed        | C      | Göpfert/Ihlefeld           | WSG Drewitz                         |

### Ballwanz-Gedenkturnier
Das Ballwanz-Gedenkturnier wird jährlich im April zu Ehren des verstorbenen Dieter Ballwanz durchgeführt. Mit ca. 130 Teilnehmern (2009) ist es  etwas kleiner als das Neujahrsturnier.

#### Sieger 2009
| Jahr | Disziplin    | Klasse | Name             | Verein         |
| ---- | ------------ | ------ | ---------------- | -------------- |
| 2009 | Herrendoppel | A      | Knauf/Nachtigall | SV KWO Berlin  |
| 2009 | Herrendoppel | B      | Komiske/Pakulat  |                |
| 2009 | Damendoppel  | A      | Pusch/Müller     | Frankfurt/Oder |
| 2009 | Damendoppel  | B      | Dudek/Weise      | SV Glienicke   |
| 2009 | Mixed        | A      | Nachtigall/Knauf | SV KWO Berlin  |
| 2009 | Mixed        | B      | Komiske/Witt     |                |

### Oldieturnier
Als drittes Turnier folgt seit 1997 im September das Oldieturnier, welches in den Altersgruppen O40, O50, O60 und O65 ausgespielt wird. Im Jahr 2009 wird das Turnier im Rahmen der Seniorensportspiele des Landes Brandenburg durchgeführt. Die 11. Auflage im Jahr 2008 hatte knapp 100 Teilnehmer.

## Erfolge

### Mannschaft
In der Saison 2008/2009 konnte der direkte Wiederaufstieg in die höchste Spielklasse des Badminton-Verbandes Berlin-Brandenburg, die Berlin-Brandenburg-Liga, geschafft werden.

### Nationale Titel
| Veranstaltung                    | Saison    | Disziplin    | Sieger                                                              |
| -------------------------------- | --------- | ------------ | ------------------------------------------------------------------- |
| DDR-Seniorenmeisterschaft AK II  | 1973/1974 | Damendoppel  | Susi Spiegel / Edith Eger (Dynamo Heyrothsberge / Turbine Potsdam)  |
| DDR-Seniorenmeisterschaft AK I   | 1976/1977 | Herreneinzel | Ernst Hoppe (Turbine Potsdam)                                       |
| DDR-Seniorenmeisterschaft AK I   | 1977/1978 | Damendoppel  | Renate Hoppe / Annelore Deppner (Turbine Potsdam)                   |
| DDR-Seniorenmeisterschaft AK I   | 1978/1979 | Mixed        | Ernst Hoppe / Annelore Deppner (Turbine Potsdam)                    |
| DDR-Seniorenmeisterschaft AK I   | 1978/1979 | Dameneinzel  | Annelore Deppner (Turbine Potsdam)                                  |
| DDR-Seniorenmeisterschaft AK I   | 1979/1980 | Damendoppel  | Ernst Hoppe / Annelore Deppner (Turbine Potsdam)                    |
| DDR-Seniorenmeisterschaft AK II  | 1982/1983 | Damendoppel  | Renate Hoppe / Annelore Deppner (Turbine Potsdam)                   |
| DDR-Seniorenmeisterschaft AK II  | 1982/1983 | Dameneinzel  | Annelore Deppner (Turbine Potsdam)                                  |
| DDR-Seniorenmeisterschaft AK II  | 1983/1984 | Mixed        | Ernst Hoppe / Monika Krohn (Turbine Potsdam / Aktivist Mittenwalde) |
| DDR-Seniorenmeisterschaft AK II  | 1984/1985 | Mixed        | Ernst Hoppe / Monika Krohn (Turbine Potsdam / Aktivist Mittenwalde) |
| DDR-Seniorenmeisterschaft AK II  | 1986/1987 | Mixed        | Ernst Hoppe / Annelore Deppner (Turbine Potsdam)                    |
| DDR-Seniorenmeisterschaft AK III | 1987/1988 | Mixed        | Joachim Köstler / Renate Hoppe (Lok Dresden / Turbine Potsdam)      |
| DDR-Seniorenmeisterschaft AK II  | 1989/1990 | Herrendoppel | Ernst Hoppe / Olaf Schitko (Turbine Potsdam)                        |

## Weblink
- BC Potsdam